# Eustrotia varipalpis
Eustrotia varipalpis är en fjärilsart som beskrevs av Walker 1865. Eustrotia varipalpis ingår i släktet Eustrotia och familjen nattflyn. Inga underarter finns listade i Catalogue of Life.